# Hexapathes alis
Hexapathes alis är en korallart som beskrevs av Molodtsova 2007. Hexapathes alis ingår i släktet Hexapathes och familjen Cladopathidae. Inga underarter finns listade i Catalogue of Life.